# Цветови индекс
| Клас | B−V   | U−B   | V−R   | R−I   | Tеф. (K) |
| ---- | ----- | ----- | ----- | ----- | -------- |
| O5V  | −0,33 | −1,19 | −0,15 | −0,32 | 42 000   |
| B0V  | −0,30 | −1,08 | −0,13 | −0,29 | 30 000   |
| A0V  | −0,02 | −0,02 | 0,02  | −0,02 | 9790     |
| F0V  | 0,30  | 0,03  | 0,30  | 0,17  | 7300     |
| G0V  | 0,58  | 0,06  | 0,50  | 0,31  | 5940     |
| K0V  | 0,81  | 0,45  | 0,64  | 0,42  | 5150     |
| M0V  | 1,40  | 1,22  | 1,28  | 0,91  | 3840     |

В астрономията, цветовият индекс е прост числен израз, който определя цвета на даден тяло, което в случая на звезда дава нейната температура. Колкото по-малък е цветовият индекс, толкова по-син (и горещ) е обектът. От друга страна, колкото по-голям е цветовият индекс, толкова по-червен (и хладен) е обектът. Това е следствие от логаритмичната скала, при която по-ярките обекти имат по-малка (по-отрицателна) величина в сравнение с по-бледите. Например, жълтеникавото Слънце има B−V индекс 0,656 ± 0,005, докато синкавият Ригел има B−V индекс (B-величината е 0,09, а V-величината е 0,12; B−V = −0,03). По традиция, цветовият индекс използва Вега като нулева точка.
За измерване на индекса се наблюдава величината на тялото последователно през два различни филтъра, като например U и B или B и V. U-филтърът е чувствителен към ултравиолетови лъчи, B-филтърът – към синя светлина, а V-филтърът – към видима (зелено-жълта) светлина. Наборът от ленти или филтри се нарича фотометрична система. Разликата между величините, открити с тези филтри, се нарича съответно U−B или B−V цветови индекс.
По принцип температурата на дадена звезда може да се изчисли директно от B-V индекса, като има няколко формули за осъществяването на това. Добро приближение може да се направи, ако звездите се считат за абсолютно черни тела, използвайки формулата:
{\displaystyle T=4600\,\mathrm {K} \left({\frac {1}{0.92(B-V)+1.7}}+{\frac {1}{0.92(B-V)+0.62}}\right).}
Цветовите индекси на далечни обекти обикновено се влияят от междузвездното поглъщане, тоест те изглеждат по-червени, отколкото ако се намираха по-близо. Количеството почервеняване се характеризира от цветния излишък, който представлява разликата между наблюдавания цветови индекс и нормалния цветови индекс (хипотетичния истински цветови индекс на звездата без ефекта на междузвездното поглъщане). Например, за B-V индекса може да се запише:
{\displaystyle E_{B-V}=(B-V)_{\text{наблюдаван}}-(B-V)_{\text{присъщ}}.}
Астрономите най-често използват филтри на фотометричната система UBVRI, при която филтрите U, B и V са както гореописаните, R-филтърът пропуска червена светлина, а I-филтърът пропуска инфрачервена светлина. Тези филтри представляват конкретни комбинации от стъклени филтри и фотоувеличителни тръби. За по-голяма прецизност, подходящи двойки филтри се избират в зависимост от цветовата температура на тялото: B-V са за средно топли тела, U-V за по-горещи тела, а R-I за сравнително хладни тела.